# Палаццо Лоредан-Чини
Пала́ццо Лореда́н-Чи́ни (итал. Palazzo Loredan Cini) — дворец в Венеции на Гранд-канале, расположенный в районе Дорсодуро между Кампо-Сан-Вио и Палаццо Бальби Валье. Построен во второй половине XVI века.

## История
Дворец построен во второй половине XVI века семьей Лоредан, позднее принадлежал семьям Кальдоньо и Вальмарана. Между XIX и XX веками дворец стал резиденцией Карлоса Младшего, а затем резиденцией графом Витторио Чини (1885—1977), который вместе с Джузеппе Вольпи был одним из главных промышленников того времени. Граф Витторио Чини, несомненно, стал известен не только своей политической деятельностью, связанной с Национальной фашистской партией, и успехами в финансовой сфере, но и трагической смертью сына, погибшего в авиакатастрофе недалеко от Канн, Франция, 31 августа 1949 года, которому он посвятил Фонд Джорджо Чини (la Fondazione Giorgio Cini). Он также прославился реставрацией монастырского комплекса Сан-Джорджо Маджоре. В 1980-х годах одна из дочерей Витторио Чини, Яна, передала часть художественной коллекции своего отца и часть палаццо (теперь известного как Палаццо Чини) в дар Фонду Джорджо Чини. На этой основе создана Галерея Палаццо Чини.

## Архитектура палаццо

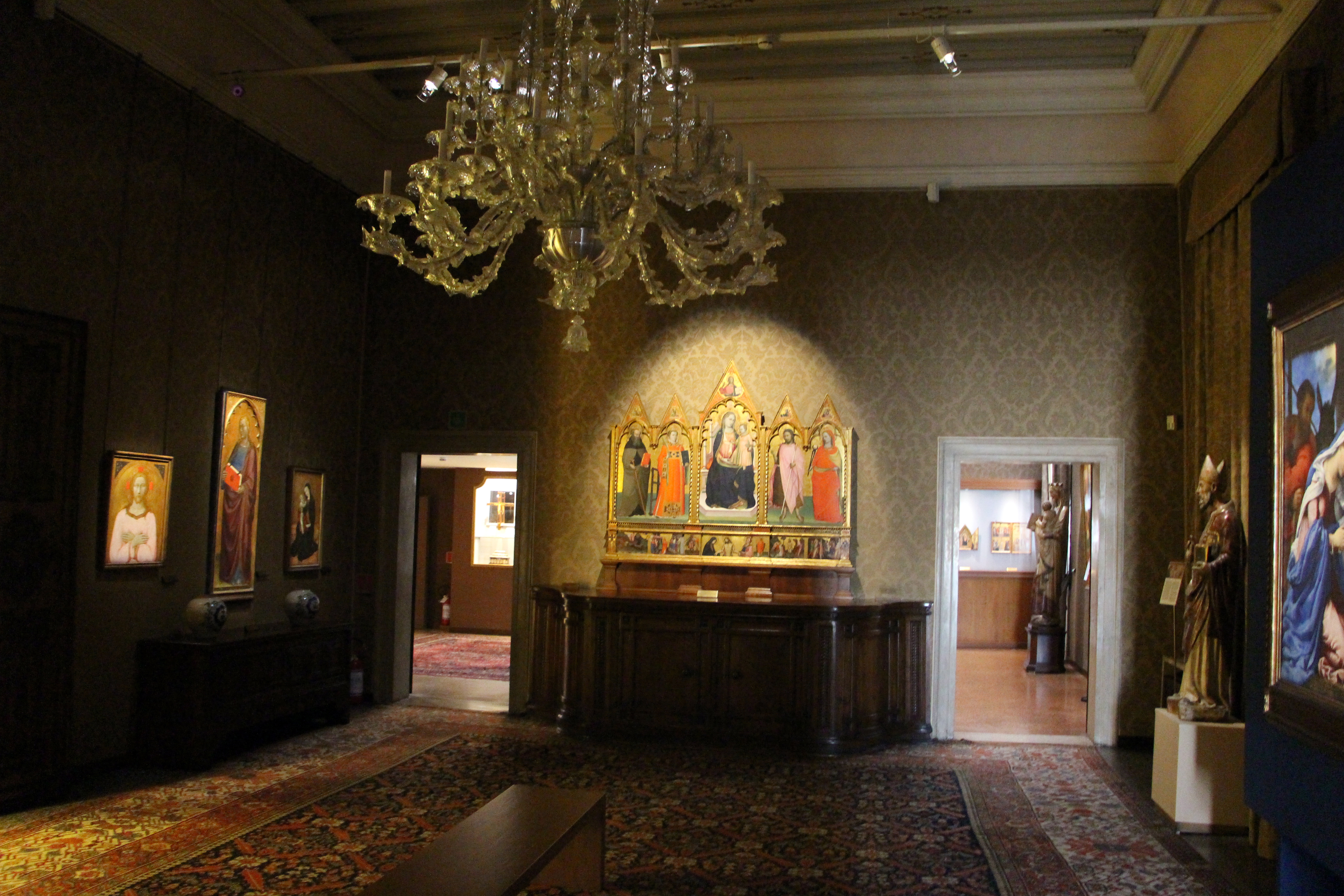
Интерьер палаццо

Дворец, расположенный в месте слияния главной водной артерии города и реки Сан-Вио, имеет три фасада, оба строгие и явно выполненные в стиле эпохи Возрождения. Фасад, выходящий на Гранд-канал, лишенный какой-либо архитектурной ценности, простирается на четыре этажа и характеризуется рядом окон с двойными и одинарными проемами. Когда-то он был украшен фресками Джузеппе Порта, которые теперь исчезли. Фасад, выходящий на канал Сан-Вио, длиной пятьдесят метров, кажется разделённым на две части, каждая из которых идентифицируется как независимое здание. Из окон открывается величественный вид на площадь Кампо-Сан-Вио, с которой она соединена частным мостом. Правая часть характеризуется внушительным водным порталом.

## Галерея Палаццо Чини
История галереи Палаццо Чини связана с коллекционерской деятельностью Витторио Чини. Занимаясь коллекционированием произведений искусства, Чини пользовался помощью выдающихся знатоков и историков искусства, таких как Бернард Беренсон, Нино Барбантини, Таммаро де Маринис и Федерико Дзери.
Помимо картин и скульптур, там были старинные книги, драгоценности, старинное оружие, мебель и огромное количество разнообразных предметов декоративно-прикладного искусства. Эта обширная коллекция была разделена между дворцом Чини в Венеции, купленным между 1919 и 1920 годами, и замком Монселиче, принадлежавшим Витторио Чини по наследству.
В последние годы своей жизни Витторио Чини пытался сделать эту коллекцию доступной публике, добиваясь открытия музея в Палаццо Грасси, в котором были бы выставлены наиболее значимые произведения коллекции. Этот проект не увенчался успехом из-за смерти предпринимателя в 1977 году и последующего рассеивания коллекции между его наследниками.
В 1981 году одна из дочерей Витторио, Яна Чини Альята ди Монтереале, решила пожертвовать часть коллекции своего отца Фонду Джорджо Чини — учреждению, основанному на острове Сан-Джорджо Маджоре графом Чини в память о своём сыне Джорджо, с обязательством выставлять предметы коллекции публике в залах дворца в историческом центре Венеции. Музей был официально открыт 21 сентября 1984 года, а в следующем году он был расширен благодаря дополнительному пожертвованию Яны Чини, которая передала в дар Фонду другие работы и два этажа, где ныне располагается Галерея. Коллекция была расширена в 1989 году, когда Ильда Чини Гульельми ди Вульчи, сестра-близнец Яны, передала Фонду Джорджио Чини во временное пользование группу из 14 картин феррарской школы: часть коллекции, унаследованной ею от отца.
Музей занимает два этажа. Экспонаты охватывают период с XIII по XVIII век, при этом большое внимание уделяется тосканской живописи и картинам эпохи Возрождения феррарской школы. Помимо картин и скульптур, в галерее также представлена значительная коллекция росписи по эмали эпохи Возрождения, предметов мебели и изделий из слоновой кости. В Овальной столовой экспонируется коллекция из примерно 275 предметов венецианского фарфора, изготовленного в XVIII веке на мануфактуре Коцци.

## Шедевры галереи Палаццо Чини

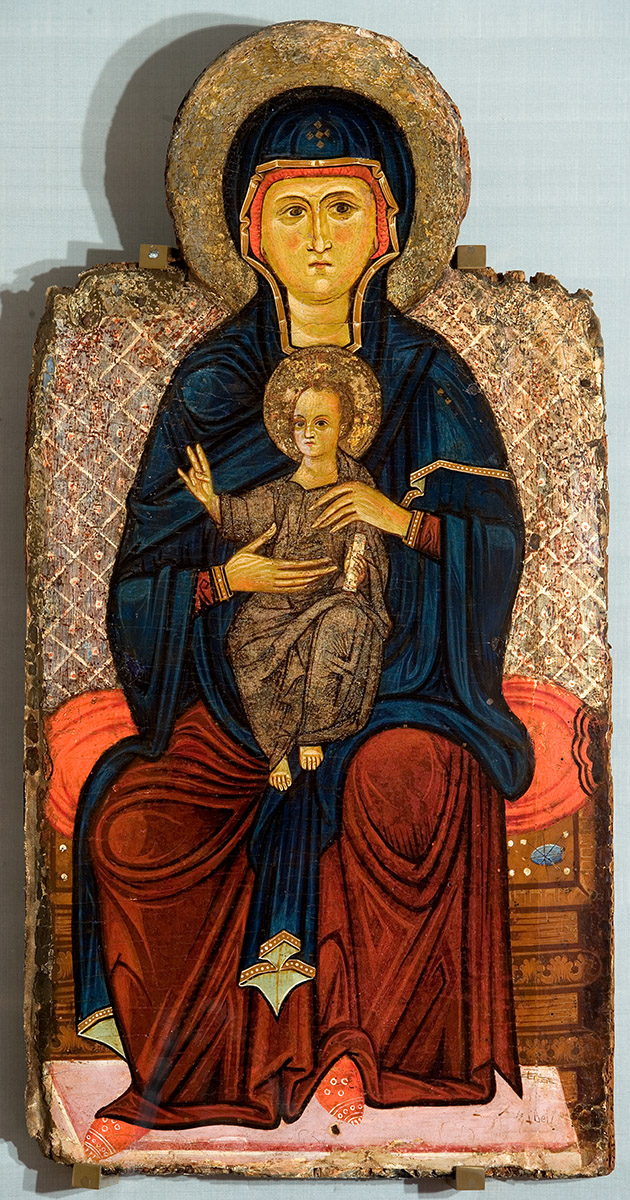
«Мастер Бигалло». Maдонна с Младенцем. 1240-1250
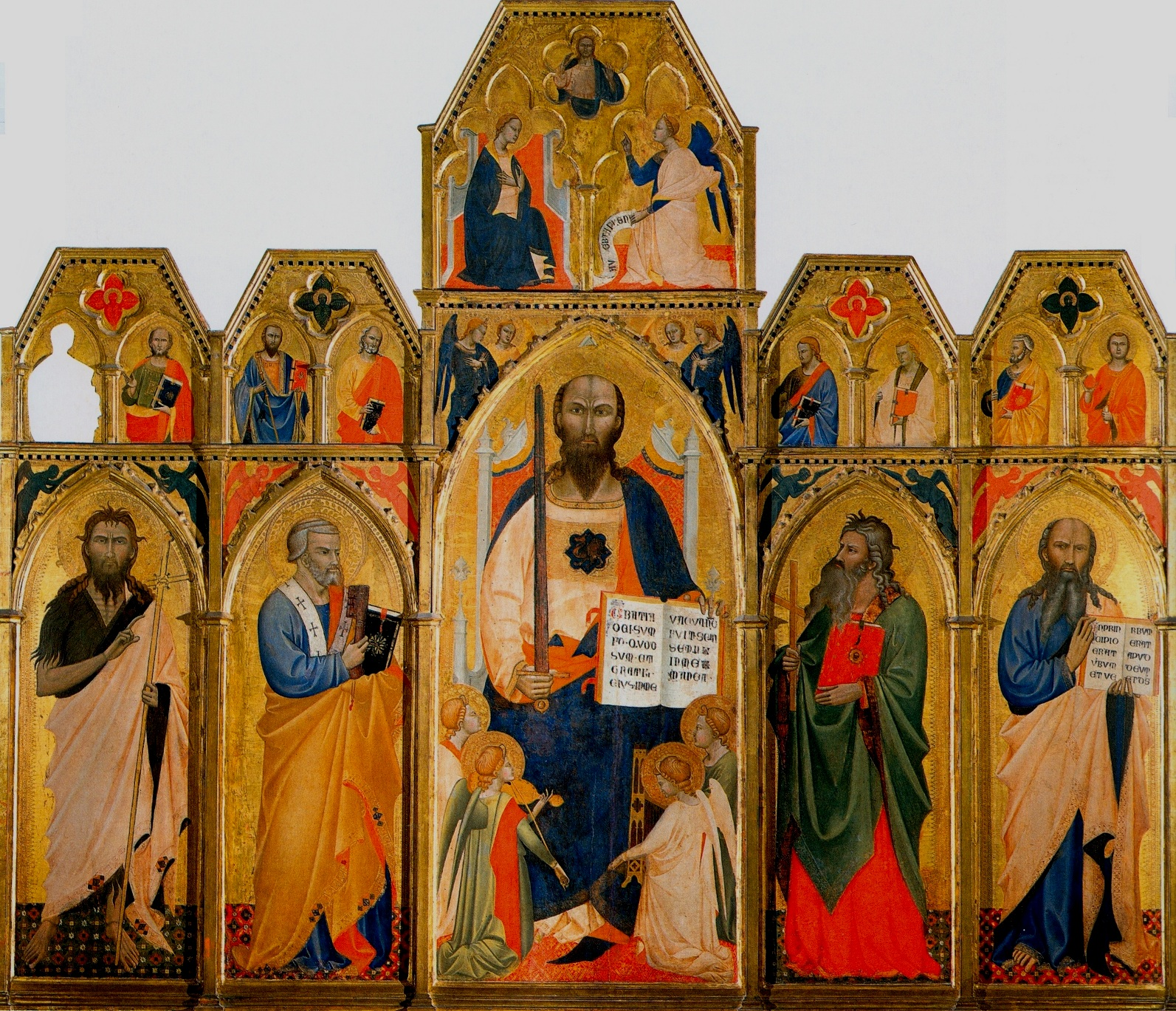
Франческо ди Нери да Вольтерра. Полиптих Святого Павла. Ок. 1365
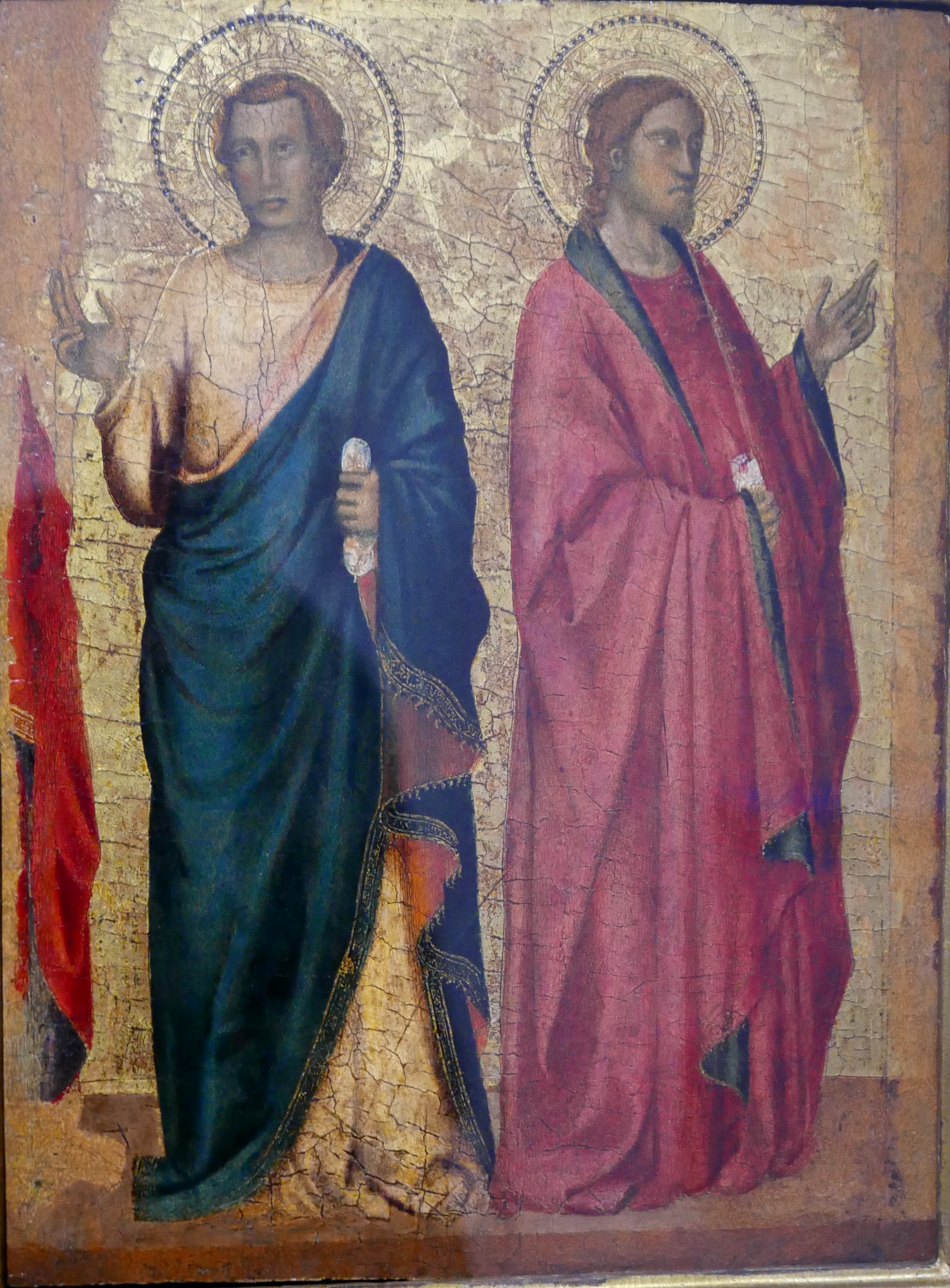
Таддео Гадди. Два апостола. Ок. 1320
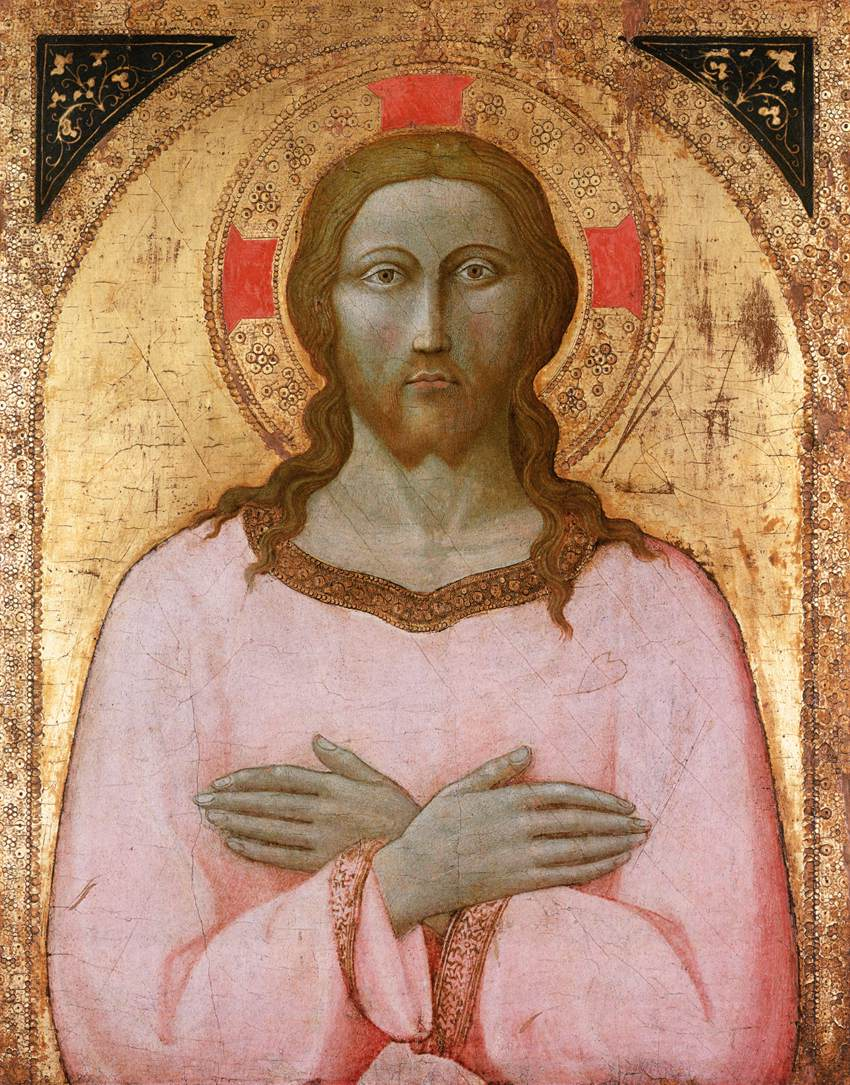
Сано ди Пьетро. Спаситель. Ок. 1450
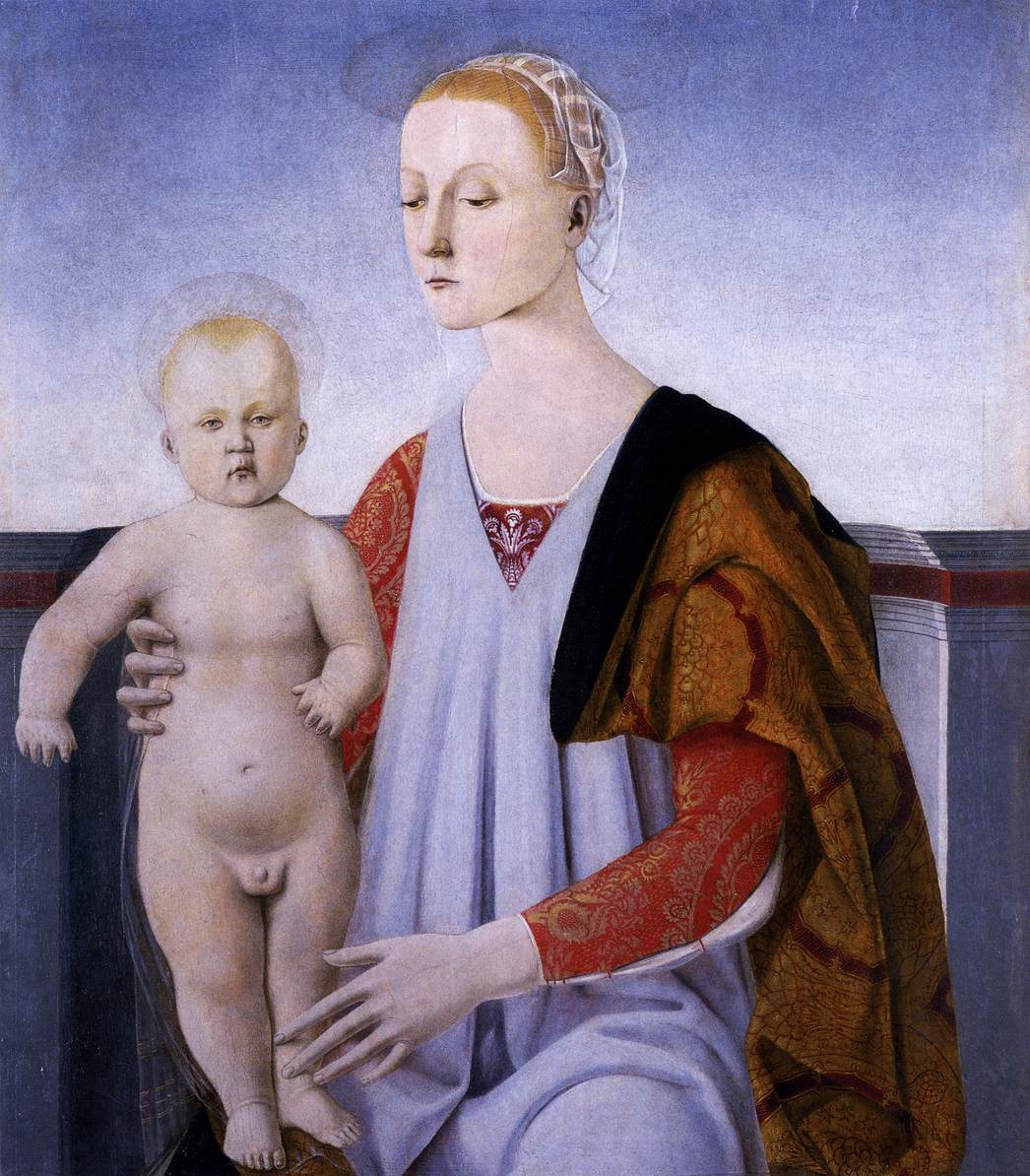
Пьеро делла Франческа. Мадонна с Младенцем
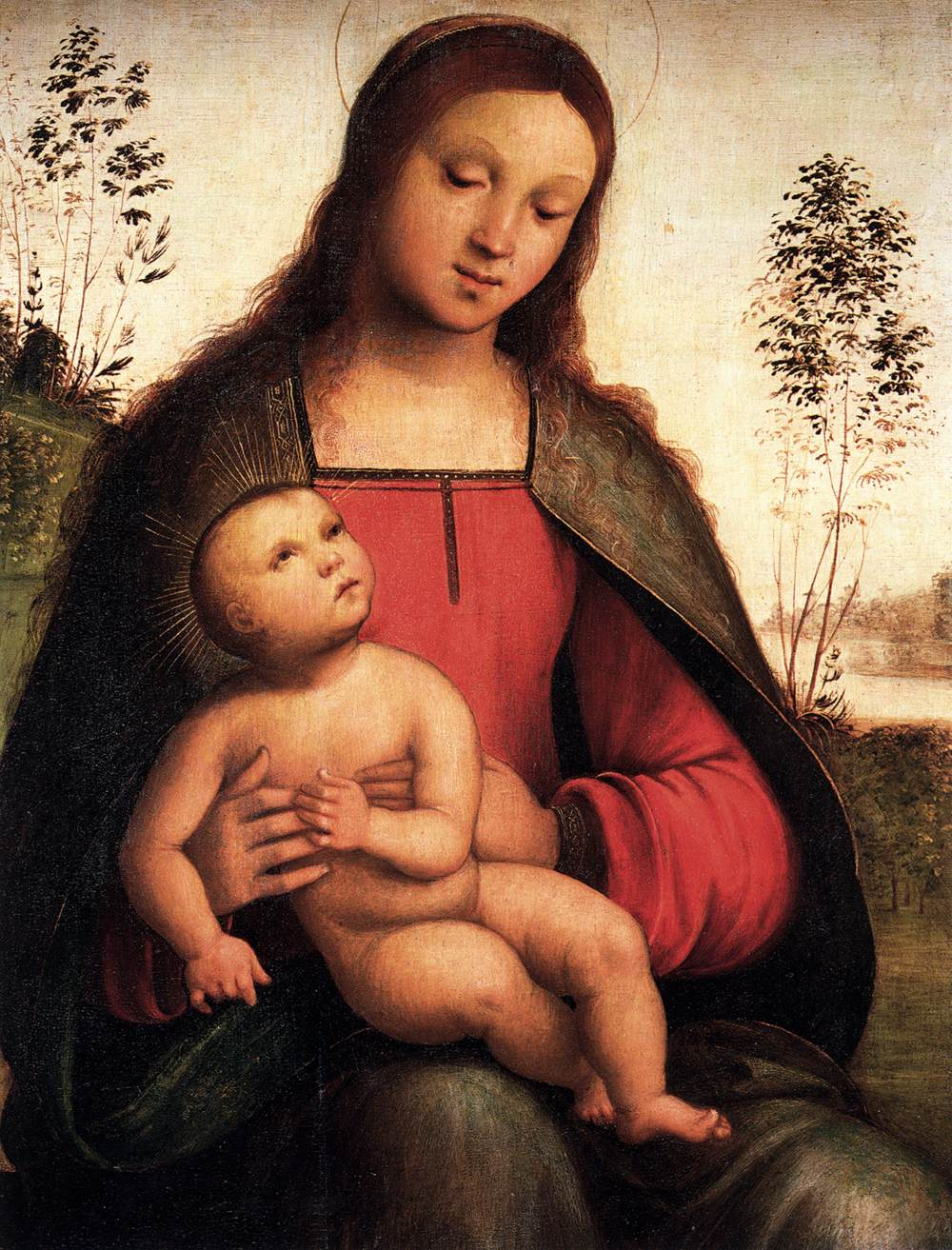
Лоренцо Коста. Мадонна с Младенцем. между 1501 и 1503
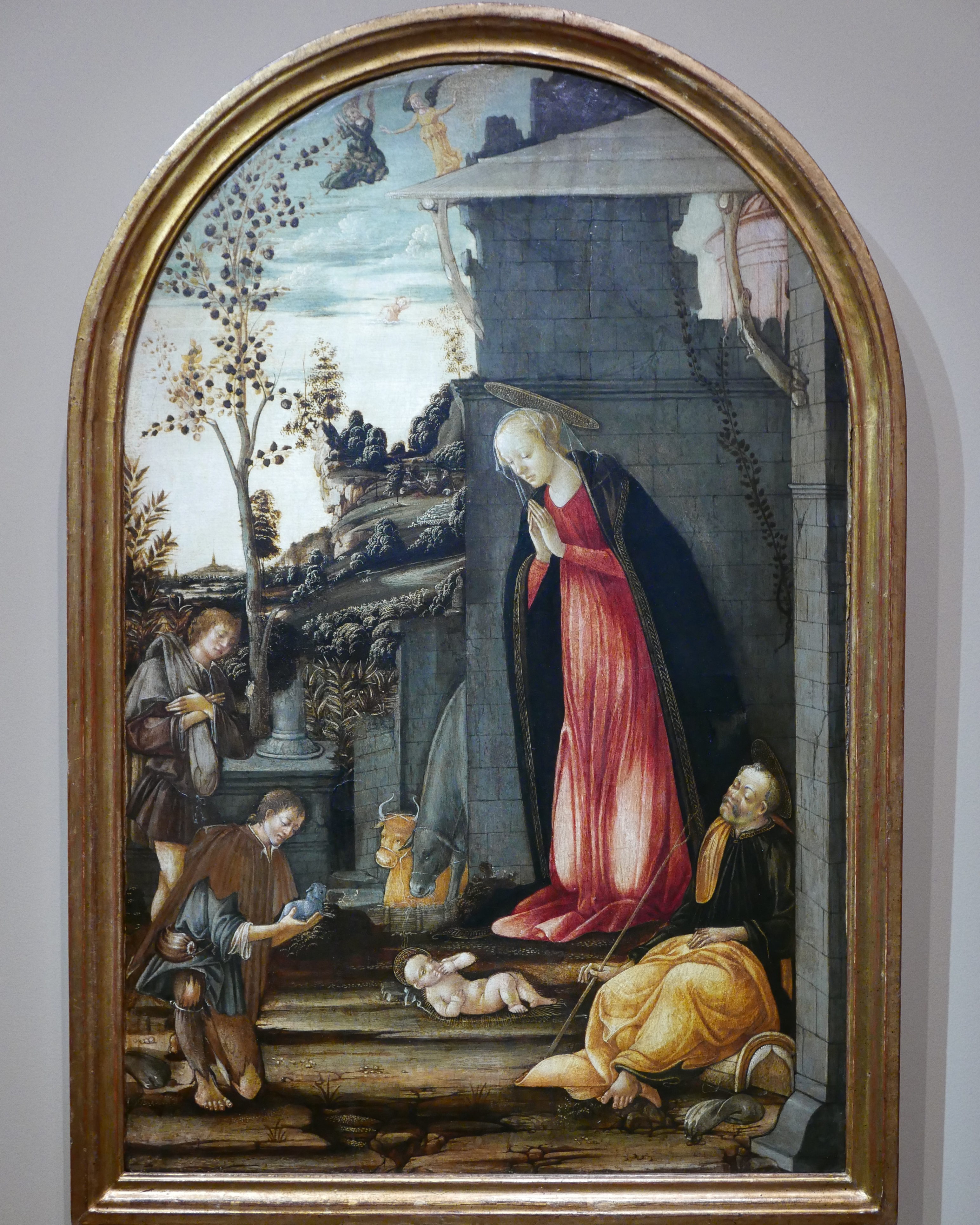
Микеле Чампанти. Поклонение пастухов. Ок. 1475
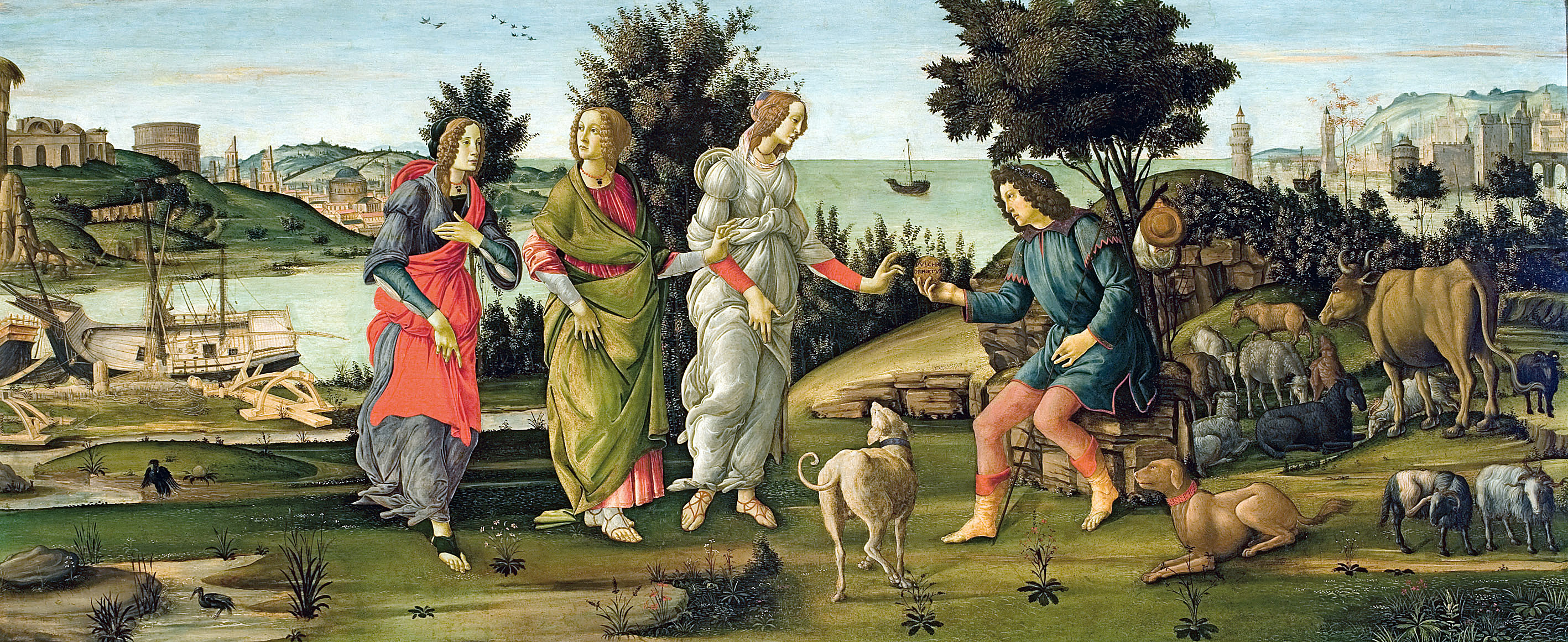
Сандро Боттичелли. Суд Париса. Между 1485 и 1488
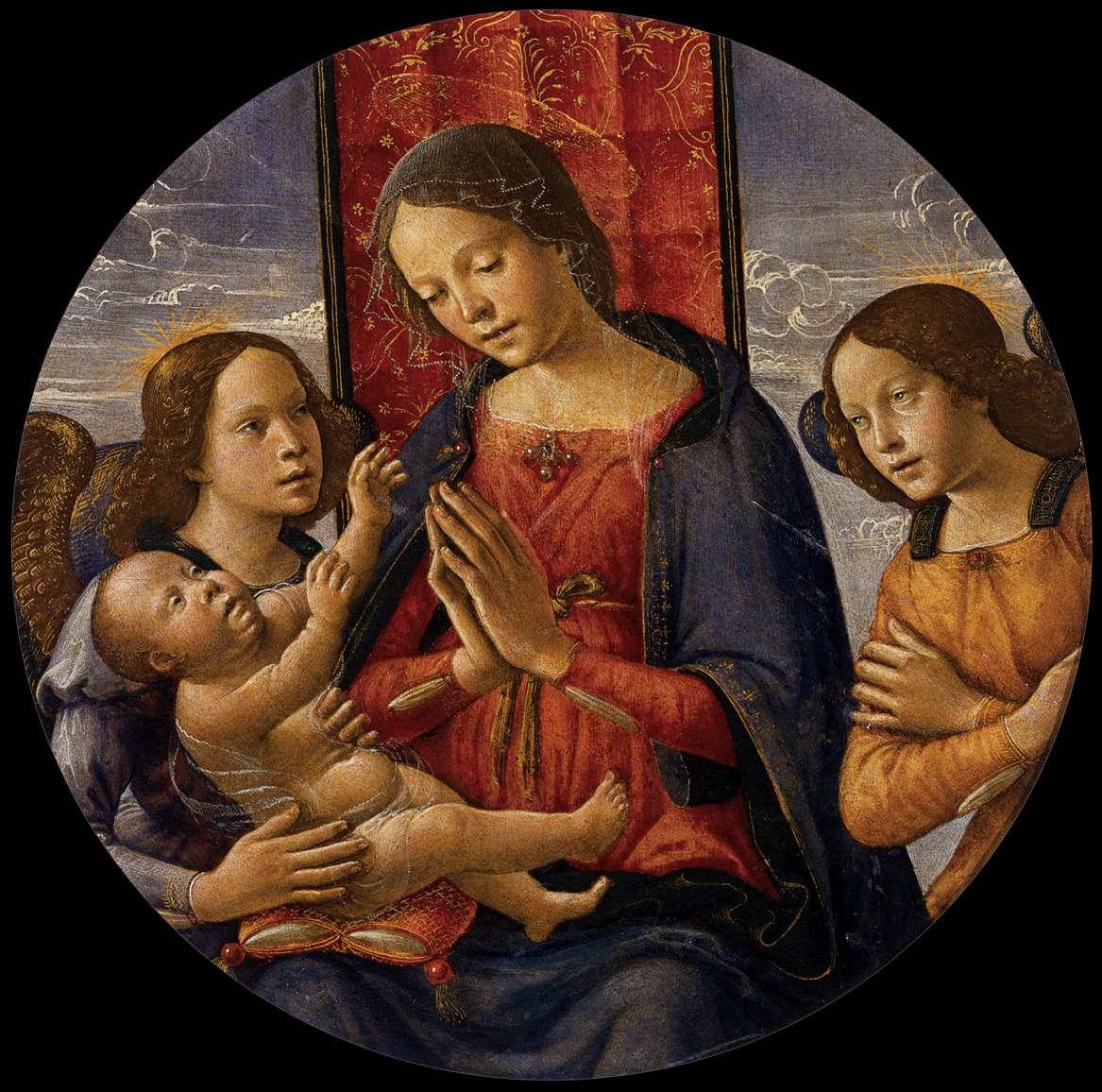
Доменико Гирландайо. Поклонение Младенцу с двумя ангелами. 1490-е
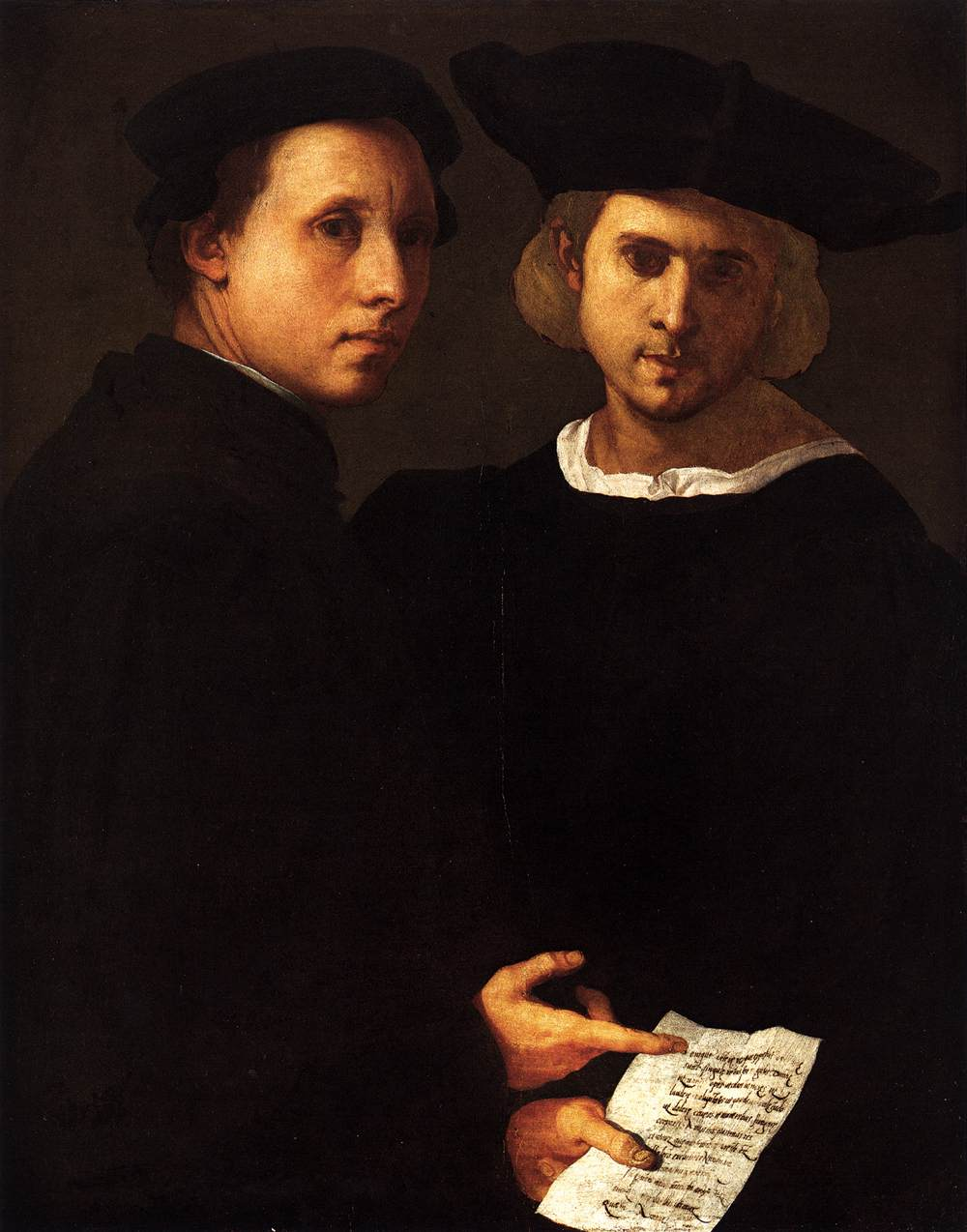
Якопо Понтормо. Двойной портрет. 1522
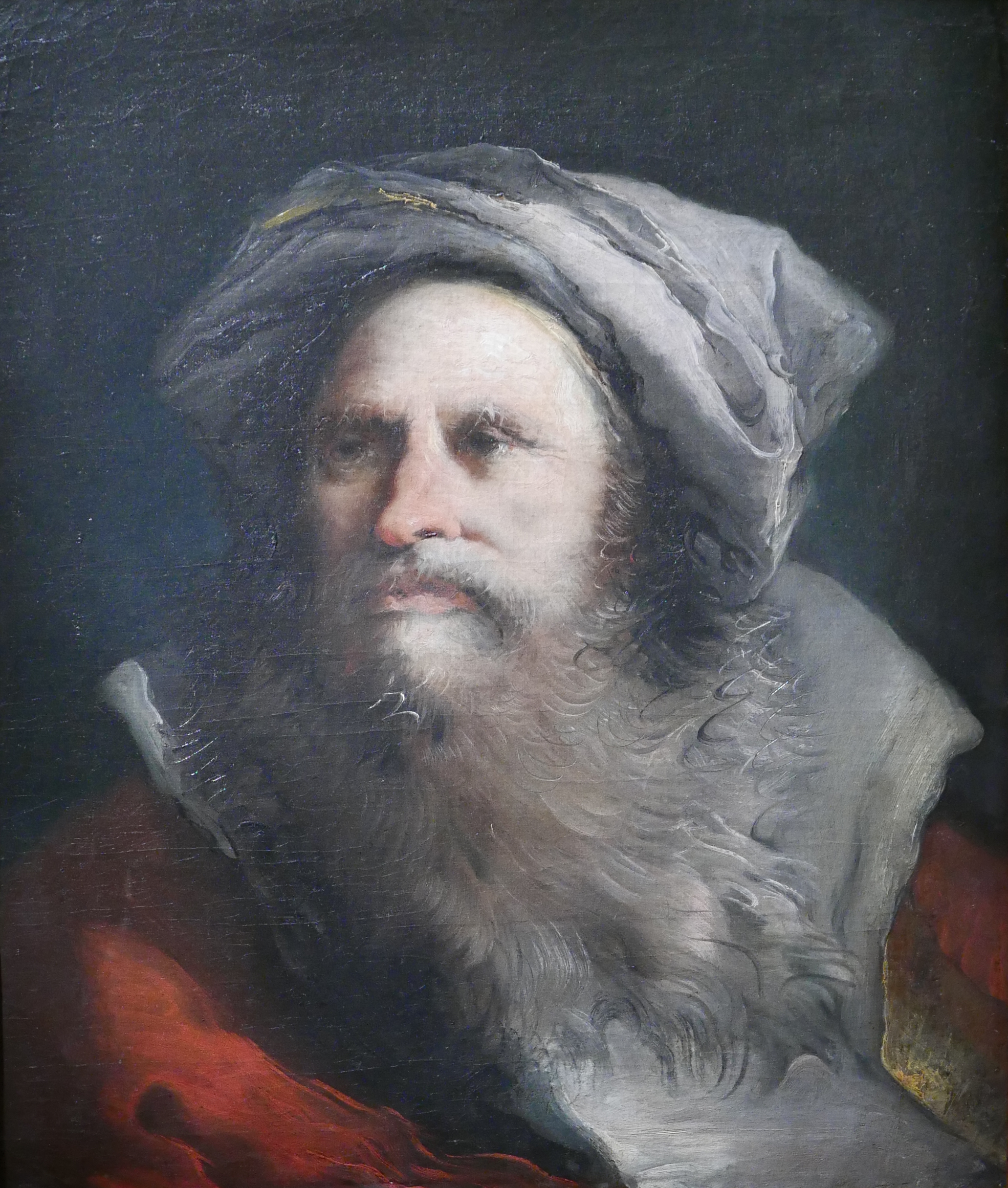
Джандоменико Тьеполо. Портрет в восточном стиле. 1753-1755